# Reginald Lee
Reginald Robinson Lee (19 tháng 5 năm 1870 - 06 tháng 8 năm 1913) là một Lookout đóng quân trong tổ của quạ của RMS Titanic khi tàu va chạm với một tảng băng trôi lúc 11:40 chiều ngày 14 tháng 4 năm 1912.

## Tiểu sử [ sửa ]
Sinh ra ở Benson, Anh, Lee phục vụ trong Hải quân Hoàng gia với tư cách là Trợ lý-Paymaster cho đến khi được đưa vào danh sách nghỉ hưu vào tháng 2 năm 1900.[1]
Ông gia nhập Titanic ' phi hành đoàn của trên 06 tháng 4 năm 1912, khi được chuyển từ tàu chị em của nó, RMS Olympic.[2] Vào ngày 14 tháng 4, Lee tham gia tìm kiếm Hạm đội Frederick trong tổ quạ bắt đầu lúc 10 giờ tối. Ống nhòm mà hai người đàn ông nên sử dụng không có sẵn, vì chìa khóa trong trường hợp họ bị khóa không có trên tàu, [3]buộc các cảnh báo phải dựa vào thị lực của họ.[2]
Khi tàu Titanic bắt đầu thành lập, Lee được lệnh điều khiển xuồng cứu sinh số 13, được phóng từ mạn phải của con tàu lúc 1:30 sáng. Lee đã sống sót sau vụ chìm, cũng như Hạm đội.
Lee đã làm chứng trước Hội đồng điều tra thương mại về thảm họa nhưng đã chết ngay sau đó do các biến chứng liên quan đến viêm phổi ở Kenilworth, vào ngày 6 tháng 8 năm 1913.[4]